# 1919年苏俄入侵乌克兰
1919年苏俄入侵乌克兰
是苏维埃-乌克兰战争期间，一场苏俄乌克兰方面军对乌克兰人民共和国军的主要攻势。苏俄最终占领乌克兰大部份土地。